# Kuurne-Bruxelles-Kuurne 2002
La Kuurne-Bruxelles-Kuurne 2002, cinquantaseiesima edizione della corsa, si svolse il 2 marzo su un percorso di 188 km, con partenza e arrivo a Kuurne. Fu vinta dall'estone Jaan Kirsipuu della squadra Ag2r Prévoyance davanti al belga Serge Baguet e all'italiano Enrico Cassani. Si trattò della prima vittoria di un ciclista estone e, più in generale, di un ciclista dell'Europa orientale nella storia di questa competizione.

## Ordine d'arrivo (Top 10)
| Pos. | Corridore         | Squadra           | Tempo    |
| ---- | ----------------- | ----------------- | -------- |
| 1    | Jaan Kirsipuu     | AG2R Prévoyance   | 4h31'00" |
| 2    | Serge Baguet      | Lotto-Adecco      | a 6"     |
| 3    | Enrico Cassani    | Domo-Farm Frites  | a 8"     |
| 4    | Lars Michaelsen   | Team Coast        | s.t.     |
| 5    | Chris Peers       | Cofidis           | s.t.     |
| 6    | Hendrik Van Dyck  | Palmans-Collstrop | s.t.     |
| 7    | Tom Boonen        | US Postal Service | s.t.     |
| 8    | Tristan Hoffman   | CSC-Tiscali       | s.t.     |
| 9    | Kim Kirchen       | Fassa Bortolo     | s.t.     |
| 10   | Roberto Lochowski | EDS-Fakta         | s.t.     |